# Snowboarding under vinter-OL 2014
Snowboarding under vinter-OL 2014 i Sochi blev afviklet i Roza Khutor Ekstrempark. Det blev afviklet mellem 6. og 22. februar 2014. Der konkurreres i samlet set 10 konkurrencer ved vinter-OL i Sochi, indenfor fire discipliner. Det var parallel storslalom, snowboard cross, halfpipe og slopestyle, hvor både først- og sidstnævnte var nye discipliner ved vinter-OL.
Under en træning styrtede den norske snowboarder Torstein Horgmo, og brækkede sit kraveben. Efterfølgende har flere andre atleter beklaget sig over forholdene, hvilket fik arrangørerne få uger inden OL, til at ændre på slopestylebanen.
Alle konkurrencerne blev sendt direkte på dansk tv (DR3), hvor Peter Falktoft og Martin Kampmann var kommentatorer.

## Konkurrenceprogram
| Dato        | Tid   | Dansk tid | Konkurrence                                        | Dansk tv |
| ----------- | ----- | --------- | -------------------------------------------------- | -------- |
| 6. februar  | 10:00 | 07:00     | Slopestyle kvalifikation, mænd og kvinder          |          |
| 8. februar  | 09:30 | 06:30     | Slopestyle semifinale, mænd                        |          |
| 8. februar  | 12:45 | 09:45     | Slopestyle, mænd                                   |          |
| 9. februar  | 10:30 | 07:30     | Slopestyle semifinale, kvinder                     |          |
| 9. februar  | 13:15 | 10:15     | Slopestyle, kvinder                                |          |
| 11. februar | 14:00 | 11:00     | Halfpipe kvalifikation, mænd                       |          |
| 11. februar | 19:00 | 16:00     | Halfpipe semifinale, mænd                          |          |
| 11. februar | 21:30 | 18:30     | Halfpipe, mænd                                     |          |
| 12. februar | 14:00 | 11:00     | Halfpipe kvalifikation, kvinder                    |          |
| 12. februar | 19:00 | 16:00     | Halfpipe semifinale, kvinder                       |          |
| 12. februar | 21:30 | 18:30     | Halfpipe, kvinder                                  |          |
| 16. februar | 11:00 | 08:00     | Snowboard Cross kvalifikation, kvinder             |          |
| 16. februar | 13:15 | 10:15     | Snowboard Cross, kvinder                           |          |
| 17. februar | 11:00 | 08:00     | Snowboard Cross kvalifikation, mænd                |          |
| 17. februar | 13:30 | 10:30     | Snowboard Cross, mænd                              |          |
| 19. februar | 09:00 | 06:00     | Parallel storslalom kvalifikation, mænd og kvinder |          |
| 19. februar | 13:00 | 10:00     | Parallel storslalom, mænd og kvinder               |          |
| 22. februar | 09:15 | 06:15     | Parallel slalom kvalifikation, mænd og kvinder     |          |
| 22. februar | 13:15 | 10:15     | Parallel slalom, mænd og kvinder                   |          |

## Medalje oversigt
| Placering | Land                 | Guld | Sølv | Bronze | Total |
| --------- | -------------------- | ---- | ---- | ------ | ----- |
| 1         | USA (USA)            | 3    | 0    | 2      | 5     |
| 2         | Rusland (RUS)        | 2    | 1    | 1      | 4     |
| 3         | Schweiz (SUI)        | 2    | 1    | 0      | 3     |
| 4         | Frankrig (FRA)       | 1    | 0    | 1      | 2     |
| 4         | Østrig (AUT)         | 1    | 0    | 1      | 2     |
| 6         | Tjekkiet (CZE)       | 1    | 0    | 0      | 1     |
| 7         | Japan (JPN)          | 0    | 2    | 1      | 3     |
| 8         | Canada (CAN)         | 0    | 1    | 1      | 2     |
| 8         | Slovenien (SLO)      | 0    | 1    | 1      | 2     |
| 8         | Tyskland (GER)       | 0    | 1    | 1      | 2     |
| 11        | Australien (AUS)     | 0    | 1    | 0      | 1     |
| 11        | Finland (FIN)        | 0    | 1    | 0      | 1     |
| 11        | Norge (NOR)          | 0    | 1    | 0      | 1     |
| 14        | Storbritannien (GBR) | 0    | 0    | 1      | 1     |
|           | Total                | 10   | 10   | 10     | 30    |

### Herrernes konkurrencer
| Parallel slalom detaljer     | Vic Wild (RUS)           | Vic Wild (RUS)        | Žan Košir (SLO)       | Žan Košir (SLO)       | Benjamin Karl (AUT) | Benjamin Karl (AUT) |
| Parallel storslalom detaljer | Vic Wild (RUS)           | Vic Wild (RUS)        | Nevin Galmarini (SUI) | Nevin Galmarini (SUI) | Žan Košir (SLO)     | Žan Košir (SLO)     |
| Halfpipe detaljer            | Iouri Podladchikov (SUI) | 94,75                 | Ayumu Hirano (JPN)    | 93,50                 | Taku Hiraoka (JPN)  | 92,25               |
| Slopestyle detaljer          | Sage Kotsenburg (USA)    | 93,50                 | Ståle Sandbech (NOR)  | 91,75                 | Mark McMorris (CAN) | 88,75               |
| Snowboard Cross detaljer     | Pierre Vaultier (FRA)    | Pierre Vaultier (FRA) | Nikolaj Oljunin (RUS) | Nikolaj Oljunin (RUS) | Alex Deibold (USA)  | Alex Deibold (USA)  |

### Kvindernes konkurrencer
| Parallel slalom detaljer     | Julia Dujmovits (AUT)    | Julia Dujmovits (AUT) | Anke Karstens (GER)     | Anke Karstens (GER)     | Amelie Kober (GER)    | Amelie Kober (GER)    |
| Parallel storslalom detaljer | Patrizia Kummer (SUI)    | Patrizia Kummer (SUI) | Tomoka Takeuchi (JPN)   | Tomoka Takeuchi (JPN)   | Alena Zavarzina (RUS) | Alena Zavarzina (RUS) |
| Halfpipe detaljer            | Kaitlyn Farrington (USA) | 91,75                 | Torah Bright (AUS)      | 91,50                   | Kelly Clark (USA)     | 90,75                 |
| Slopestyle detaljer          | Jamie Anderson (USA)     | 95,25                 | Enni Rukajärvi (FIN)    | 92,50                   | Jenny Jones (GBR)     | 87,25                 |
| Snowboard Cross detaljer     | Eva Samková (CZE)        | Eva Samková (CZE)     | Dominique Maltais (CAN) | Dominique Maltais (CAN) | Chloé Trespeuch (FRA) | Chloé Trespeuch (FRA) |

## Kvalifikation
Uddybende artikel: Snowboard under vinter-OL 2014 – kvalifikation.
Der er i alt 252 pladser til rådighed ved vinter-OL. Hvert lands nationale oplympiske komité har mulighed for at kvalificere 24, fordelt på 14 mænd og 14 kvinder. Der er fem årlige konkurrencer, hvor landene kan udtage atleter, der opfylder kvalifikationskravene. Det er tilladt at lade atleter deltage i flere discipliner, hvor det samlede antal reduceres.

## Deltagende nationer
Der er 243 deltagende atleter indenfor snowboard fra 31 nationer (antallet af atleter i parentes). Både Kroatien og Serbien gør deres OL-debut i sporten.
| - Andorra (1) - Australien (11) - Østrig (17) - Belgien (1) - Brasilien (1) - Bulgarien (2) - Canada (24) - Kina (6) - Kroatien (1) - Tjekkiet (5) - Finland (11) | - Frankrig (13) - Tyskland (10) - Storbritannien (7) - Irland (1) - Italien (12) - Japan (8) - Kasakhstan (1) - Holland (6) - New Zealand (5) - Norge (9) | - Polen (6) - Rusland (15) - Serbien (1) - Slovenien (10) - Sydkorea (4) - Spanien (4) - Sverige (2) - Schweiz (24) - Ukraine (2) - USA (23) |